# 威州 (云南)
威州，元朝时设置的州。
元宪宗三年（1253年）蒙古灭大理国。元宪宗六年（1256年）在楚雄设立千户所。元世祖至元十五年（1278年）元朝设立威州，下辖富民县、净乐县属于威州。至元二十一年（1284年）省威州，废富民县、净乐县，威州改为威楚县，属于威楚路。